# Centurions
Centurions è una serie televisiva a animata prodotta da Ruby-Spears.

## Personaggi
- Max Ray: "Il generoso comandante delle operazioni marine" - Indossa una power suit di colore verde e sfoggia un paio di baffi neri. È il leader de facto della squadra e il suo sistema di armi è prevalentemente rivolto alle missioni subacquee
- Jake Rockwell: "Il rude specialista delle operazioni terrestri" - Indossa una power suit gialla. Il suo sistema di armi ha una potenza di fuoco superiore rispetto a quelli dei suoi colleghi e si dimostra particolarmente adatto alle missioni terrestri. Tuttavia il suo arsenale comprende anche un piccolo elicottero che sfrutta nel combattimento aereo, di solito assistito da Ace.
- Ace McCloud: "Lo spericolato esperto delle avventure spaziali" - Indossa una power suit blu. È un donnaiolo, arrogante ma coraggioso. Per il suo carattere è spesso in contrasto con Jake. Il suo sistema di armi è quello più adatto per le missioni aeree. Ha a disposizione anche un equipaggiamento appositamente progettato per le battaglie nello spazio.
- Rex Charger: esperto di sistemi energetici
- John Thunder: esperto nelle operazioni di infiltrazione
- Crystal Kane
- Doc Terror
- Hacker

## Episodi
| Stagione       | Episodi | Prima TV USA | Prima TV Italia |
| -------------- | ------- | ------------ | --------------- |
| Prima stagione | 65      | 1986         |                 |

## Altri media
Dalla serie è tratto ufficialmente Centurions, videogioco per home computer del 1987.